# Sarcophrynium congolense
Sarcophrynium congolense là một loài thực vật có hoa trong họ Marantaceae. Loài này được Loes. miêu tả khoa học đầu tiên năm 1910.